# Heinrich-Heine-Klub

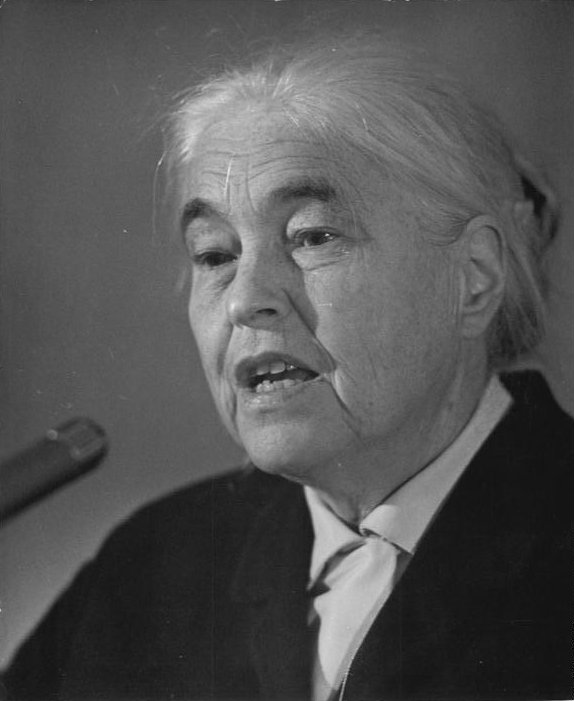
Anna Seghers (hier 1966) war Präsidentin des Heinrich-Heine-Klubs.

Der Heinrich-Heine-Klub war ein Verein von deutschen Exilanten in Mexiko, der von 1941 bis 1946 existierte.

## Geschichte
Der Heinrich-Heine-Klub traf sich erstmals am 7. November 1941 in den Räumen des spanischen Exilverlags Edición Seneca. Benannt war er nach dem deutschen Dichter Heinrich Heine, der seinerseits viele Jahre im Exil in Frankreich verbracht hatte. Der Klub, der zeitweise mehrere Hundert Mitglieder hatte, machte es sich zur Aufgabe, ein kulturelles Forum für die in Mexiko lebenden deutschsprachigen Emigranten zu schaffen.
Organisatoren des ersten Treffens waren Rudolf Feistmann, Bodo Uhse, Egon Erwin Kisch und Anna Seghers, die auch den Klubvorstand bildeten. Präsidentin wurde Anna Seghers, Vizepräsident wurde Egon Erwin Kisch. Die erste Veranstaltung mit einer Lesung aus Seghers‘ Roman Das siebte Kreuz war Auftakt zu einer Reihe von  kulturellen Veranstaltungen – Diskussionsabende, Lesungen und Theateraufführungen –, zu denen bis zu 1200 Besucher kamen. Der Heine-Klub wurde zum anerkannten, multinationalen kulturellen Zentrum einer kleinen Gemeinde deutschsprachiger Exilierter und Emigranten, in dem Angehörigen künstlerischer und akademischer Berufe auch ein Betätigungsfeld geboten wurde.
Neben der Kulturarbeit hatte der Verein zum Ziel, die Annäherung zwischen der Bewegung »Freies Deutschland« und der bürgerlich-jüdischen sowie der österreichischen und der internationalen Emigration und den Auslandsdeutschen zu fördern, was jedoch nicht gelang.
Zum Abschied vom Heinrich-Heine-Klub hielt Anna Seghers eine Rede:

„Man möchte für immer so tief wie möglich in allen Herzen das Vermächtnis des Mannes verwurzeln, von dem man daheim gesagt hat: Der große Deutsche und der kranke Jude [...]. Er war der Schutzpatron unserer Gemeinschaft in diesem seltsamen Land, in das wir auf unseren Irrfahrten verschlagen wurden. Wir haben mit unseren geringen Kräften versucht, den Abglanz von seinem Geist, von seinem Spott und seiner Kritik hier neu zu beleben, während er weit weg in seinem geliebten Paris auf dem Friedhof von Montmartre liegt [...]. Wir haben uns, wenn uns das Heimweh gar zu stark überkam, von seiner spöttischen Trauer trösten lassen: dieselben Sterne werden als Todeslampen über unseren Gräbern schweben, am Rhein oder unter Palmen, auch wenn man kein Requiem betet und kein Kaddisch sagen wird.
Ihm wäre das Land nicht gar so seltsam erschienen. Er hat sich selbst einen unermüdlichen Kämpfer für die Freiheit genannt, und jemand, der für die Menschenrechte kämpft, fühlt sich den Kämpfenden aller Länder verbrüdert. [...] Wir haben in seinem Namen eine große Strecke gemeinsam zurücklegen können, weil unser Leben innen und außen viele Punkte mit seinem gemeinsam hatten. Die wichtigsten, tiefsten inneren Fragen und äußere Schicksale. Wir haben wie er versucht, an Werten aus unserer Heimat festzuhalten. [...] Heine hat alle Stadien der Emigration mit uns geteilt: Die Flucht und die Heimatlosigkeit und die Zensur und die Kämpfe und das Heimweh.“

## Publikationen
- Heines Geist in Mexiko. Hrsg. vom Heinrich-Heine-Klub. Mexiko 1946.